# Ивана Мајсторовић
Ивана Мајсторовић је телевизијска новинарка, рођена у Београду 1990. године.
Дипломирала је новинарство на Факултету политичких наука Универзитета Београду.
За свој рад добила је две новинарске награде. Награда Зоран Мамула и награду на фестивалу On the records за репортажу „Ход без корака”.
Уређивала је и водила политичку емисије „Усијање” и емисију „Правац”.
Живи и ради у Београду